# Dersław Schwenkfeld
Dersław Schwenkfeld (także Dirslaus von Clatensis; zm. 1398 r.) – duchowny katolicki, biskup. Nie wiemy nic na temat jego życia poza tym, że należał do zakonu dominikanów. 
Dersław, którego herb wskazuje, że prawdopodobnie należał do śląskiej szlacheckiej rodziny Schwenkfeld był członkiem zakonu dominikanów. Możliwe, że był spokrewniony z inkwizytorem Johannem Schwenkfeldem, zamordowanym w Pradze w 1342 roku, będącym jednocześnie dominikaninem i pochodzącym z klasztoru w Świdnicy.
Przed 1365 rokiem Dersław otrzymał prowizję papieską na biskupstwo tytularne elateńskie jako wrocławski biskup pomocniczy. Pierwsza wzmianka o jego działalności biskupiej pochodzi z 1365 roku z Opola, gdzie poświęcił kościół św. Wojciecha wraz z ołtarzami i krużgankiem w święto Wniebowzięcia Najświętszej Marii Panny. Tych samych aktów konsekracji dokonał 9 października 1371 roku w klasztorze dominikanów w Raciborzu. W latach 1372 i 1375 odprawiał w katedrze wrocławskiej w Wielki Czwartek msze pontyfikalne. W 1376 roku wchodził w skład komisji biskupiej, która miała rozstrzygnąć spór w Ząbkowicach pomiędzy miejskim proboszczem Petrusem Kunzendorfem a przeorem miejscowego klasztoru dominikanów Jakobusem Poresem. W 1390 roku udzielił święceń podrzędnych duchownemu Szymonowi w Brzezinki koło Brzegu. 
Dersław zmarł w 1398 roku i został pochowany w  kościele św. Wojciecha we Wrocławiu.